# Křídlení
Křídlení je čtvrté studiové album české rockové skupiny Synkopy. Vyšlo v roce 1983 ve vydavatelství Panton s katalogovým číslem 8113 0407. Stejně jako předchozí deska Sluneční hodiny bylo i Křídlení nejprve zpracováno v art rockové koncertní podobě, teprve o něco později vyšlo na LP. Vznikla i exportní verze alba s anglickými texty a názvem Flying Time.
Na CD bylo album Křídlení vydáno v roce 2001 ve vydavatelství Sony Music/Bonton.

## Seznam skladeb
Hudbu složil(i) Oldřich Veselý, texty napsal(i) Pavel Vrba, pokud není uvedeno jinak.
| Strana 1 | Strana 1          | Strana 1 | Strana 1       | Strana 1 |
| Pořadí   | Název             | Hudba    | Text           | Délka    |
| -------- | ----------------- | -------- | -------------- | -------- |
| 1.       | Křídlení (Prolog) |          |                | 1:23     |
| 2.       | Kyvadlo           | Lukáš    | instrumentální | 1:37     |
| 3.       | Homo sapiens      |          |                | 5:13     |
| 4.       | Krůpěj            |          |                | 3:49     |
| 5.       | Krát kolikrát     | Lukáš    |                | 2:48     |
| 6.       | Spor              | Lukáš    |                | 2:15     |
| 7.       | Lečo              |          | instrumentální | 0:53     |
| 8.       | Blues o výčepu    |          |                | 4:01     |

| Strana 2       | Strana 2           | Strana 2       | Strana 2       | Strana 2 |
| Pořadí         | Název              | Hudba          | Text           | Délka    |
| -------------- | ------------------ | -------------- | -------------- | -------- |
| 1.             | Kytarové extempore | Makovský       | instrumentální | 1:11     |
| 2.             | Modřinná soustava  |                |                | 4:38     |
| 3.             | Srdce              |                |                | 5:30     |
| 4.             | Masox              |                | instrumentální | 3:05     |
| 5.             | Souznění           |                |                | 2:25     |
| 6.             | Křídlení (Epilog)  |                |                | 4:41     |
| Celková délka: | Celková délka:     | Celková délka: | Celková délka: | 43:30    |

## Obsazení
- Synkopy & Oldřich Veselý
  - Oldřich Veselý – klavír, elektronické varhany, clavinet, syntezátory, zpěv
  - Miloš Makovský – elektrická kytara, akustická kytara, baskytara
  - Pavel Pokorný – klavír, varhany, clavinet, syntezátory, housle, zpěv
  - Vratislav Lukáš – violoncello, baskytara, akustická kytara, zpěv
  - Jiří Rybář – bicí, perkuse, zpěv